# مارک اکو
مارک اکو (انگلیسی: Marc Ecko؛ زادهٔ ۲۹ اوت ۱۹۷۲) نقاش، کارآفرین و طراح مد اهل ایالات متحده آمریکا است، که در سال ۱۹۹۴ شرکت یاکیرا را تأسیس کرد.
او کمپلکس نتورکز را در سال ۲۰۰۲ تأسیس کرد.